# Pueblo de Indios (Quillota)
Pueblo de Indios es una entidad rural localizada en la Comuna y Provincia de Quillota, dentro de la Región de Valparaíso, se encuentra situada en el sector de "Las Palmas" y a 2,8 km de Quillota (ciudad más cercana) y a 2,9 km de Las Palmas, además conectada por la Ruta F-383 y Ruta F-326, según el Instituto Nacional de Estadísticas tiene un total de 188 habitantes.

## Geografía
La geografía de Pueblo de Indios se compone por una zona agrícola, esto fundamentado a que está ubicado en la zona fluvial del Río Aconcagua, además, su erosión del suelo es realmente bajo.